# Yuki Kuriyama
Yuki Kuriyama (栗山 裕貴 Kuriyama Yuki?), född 15 september 1988 i Kumamoto prefektur, är en japansk före detta fotbollsspelare.
Kuriyama började sin karriär 2007 i Sagan Tosu. Efter Sagan Tosu spelade han för Matsumoto Yamaga FC, Mitsubishi Heavy Industries Nagasaki och Kagoshima United FC. Han avslutade karriären 2014.